# Província de Nangarhar
La província de Nangarhar (paixtu ننګرهار) és una divisió administrativa de l'Afganistan amb capital a Jalalabad (també Jalalkot), a l'est del país. La seva població és d'1.334.000 habitants (estimada 2009, de majoria paixtu) i la superfície de 7727 km².

## Economia
És una província productora d'opi encara que des del 2005 s'ha aconseguit reduir considerablement la producció; a causa de la política d'erradicació, molts pagesos van haver d'entregar als seus fills com a pagament pels deutes. La província està econòmicament integrada al Pakistan, i la moneda pakistanesa és d'ús normal. El punt més alt és la muntanya Sikaram de 4.836 metres. Els rius són el Kabul, Panjshir, Tagao, Alishang, Alingar i Kunar. La població afganesa és dels grups shinwaris, khugianis, mohmands i ghilzais; els tadjiks són també nombrosos 

## Història
Ningrahar o Nangrahar fou el nom antic de la vall de Jalalabad avui dia anomenat Nangarhar i corresponent a la regió sud de la vall. La ciutat de Jalalabad fou fundada el 1570 per Akbar el Gran quan anava de Kabul a l'Índia. La fortalesa fou construïda el 1638 sota Shah Jahan. El clan barakzai va dominar la regió abans en mans dels sadozai, i Nawab Zaman Khan, nebot d'Azim Khan, fou nomenat governador de la regió de Nangrahar que va conservar pacíficament fins que l'emir de l'Afganistan, Dost Muhammad, es va presentar i va exigir els impostos que li foren pagats amb el que Dost Muhammad es va retirar; però al cap d'un temps (1834) es va tornar a presentar; Zaman Khan ja havia reforçar les defenses, però aquesta vegada Dost Muhammad va ocupar i saquejar la ciutat. El govern fou donat successivament a dos dels seus germans.
El 1841 els britànics de Sir Robert Sale van resistir a Jalalabad els atacs de Muhammad Akbar Khan entre novembre de 1841 i abril de 1842, fins que va arribar l'ajut del general Pollock; la defena fou valenta, ja que l'estat dels murs era pèssim; les forces britàniques que van entrar a la ciutat es van trobar amb una població hostil, rodejats per cinc mil enemics, i amb poques provisions, cosa que els obligava a fer constants sortides. Les obres defensives que es van fer es van perdre a causa d'un terratrèmol el febrer de 1842. Tot i així van resistir i el 7 d'abril encara van fer un atac; una setmana després va arribar Pollock. Aquestos soldats britànics foren coneguts com la Il·lustre Guarnició.
Els britànics van ocupar Jalalabad per segona vegada durant la guerra de 1879-1880 quan el fort de Bala Hissar fou arranjat i es van construir edificis (magatzems militars) i hospitals, sent seu de la Divisió Khaibar.
Al la segona meitat del segle xix l'extensió de la província era major que actualment i incloïa els territoris de Kafiristan, Kunar, Laghman, Tagao, Ningrahar, Safed Koh i Jalalabad.
Durant el govern comunista la zona va prosperar notablement, i una vegada i una altra els atacs de la insurgència foren rebutjats però finalment el comunistes, privats d'ajut extern, foren enderrocats; des de llavors la zona no ha parat de recular socialment; l'actual senyor de la província, Gul Agha Sherzai, es creu que és membre dels serveis secrets pakistanesos. La zona està sota control militar dels Estats Units i s'hi han produït diversos combats i algunes matances de civils com la del 4 de març de 2007.

## Arqueologia
Hi ha restes budistes a Darunta on el riu Kabul arriba a la serralada de Siah Koh; a la plana a l'est de Jalalabad; i al poble d'Hadda a uns 10 km al sud de Jalalabad. Hi ha tres classes d'edificacions, elevades, túmuls i coves; en algun dels edificis s'han trobat monedes romanes de Teodosi, Marcià i Lleó, i també monedes sassànides i de reis hindús; en canvi no s'han trobat monedes grecobactrianes.

## Districtes
Està formada per 22 districtes:
| Districte      | Capital | Població | Àrea | Notes                                              |
| -------------- | ------- | -------- | ---- | -------------------------------------------------- |
| Achin          |         |          |      |                                                    |
| Bati Kot       |         |          |      |                                                    |
| Bihsud         |         |          |      | Creat el 2005, segregat del districte de Jalalabad |
| Chaparhar      |         |          |      |                                                    |
| Dara-I-Nur     |         |          |      |                                                    |
| Dih Bala       |         |          |      |                                                    |
| Dur Baba       |         |          |      |                                                    |
| Goshta         |         |          |      |                                                    |
| Hisarak        |         |          |      |                                                    |
| Jalalabad      |         |          |      | el 2005 es va segregar Bihsud                      |
| Kama           |         |          |      |                                                    |
| Khogyani       |         |          |      |                                                    |
| Kot            |         |          |      | Creat el 2005, segregat del districte de Rodat     |
| Kuz Kunar      |         |          |      |                                                    |
| Lal Pur        |         |          |      |                                                    |
| Muhmand Dara   |         |          |      |                                                    |
| Nazyan         |         |          |      |                                                    |
| Pachir Wa Agam |         |          |      |                                                    |
| Rodat          |         |          |      | el 2005 es va segregar Kot                         |
| Sherzad        |         |          |      |                                                    |
| Shinwar        |         |          |      |                                                    |
| Surkh Rod      |         |          |      |                                                    |